# گیله گب
گیله گب فرهنگی گیلکی-فارسی تألیف فریدون نوزاد و چاپ دانشکده ادبیات دانشگاه گیلان است. گیله گب، مفصل‌ترین فرهنگ نامه‌ای است که تا کنون دربارهٔ زبان گیلکی نوشته و به شکل منقّح تری روانه بازار شده‌است. مؤلف آن، فریدون نوزاد، از محقّقان گیلانی است. این واژه نامه به گویش گفتاری و نوشتاری مردم رشت و پیرامون آن اختصاص دارد. او سعی کرده گونه رشتی را گویش معیار گیلکی معرفی کند. این کتاب ویراسته علمی و ادبی مرکز تحقیقات گیلان‌شناسی دانشگاه گیلان است.  یوسف‌پور و تسلیمی، استادان  دانشگاه گیلان،  ویرایش متن، تعیین مقوله‌های دستوری و آوانویسی کتاب را انجام داده‌اند.

## ویژگیها
گیله‌گب علاوه بر لغات گیلکی امروز، برخی واژه‌ها و اصطلاحات گیلکی قدیم، واژه‌های دخیل و لغات مشترک را نیز دربر می‌گیرد. بارزترین ویژگی و مزیت این کتاب، نثر روان، یکدست و، در عین حال، استوار آن است، امری که در برخی از فرهنگنامه‌ها کمتر بدان اهتمام داشته‌اند. آوانویسی به شیوه تقریباً درستی انجام پذیرفته‌است چنان که پژوهشگران غیر گویشور نیز می‌توانند واژه‌ها را به آسانی تلفظ کنند. خصوصیت دیگر این کتاب کمیت آن است. گیله‌گب حدود ۶۰۰۰ واژه یا به تعبیری دقیق‌تر، مدخل دارد و از این نظر، مواد آن از دیگر فرهنگنامه‌ها افزون‌تر است و اطلاعات ارزشمند و مفصلی پیرامون پاره‌ای از غذاهای سنتی، مشاغل، بازی‌ها و سرگرمی‌های محلی، باورها، و آداب و رسوم قومی و... می‌دهد. گیله‌گب صرفا به معانی قاموسی و اولیه کلمات، ترکیبات و تعبیرات بسنده نکرده، بلکه در بسیاری از موارد، به وجوه دیگر معانی، یعنی مفاهیم مجازی و کنایی، هم نظر داشته‌است. در حوزه معانی اولیه هم از مفاهیم متعدد واژه‌ها غفلت نورزیده‌است. هرچند، گاه، با افزونی مترادفات، به اطناب غیرضرور نیز گراییده‌است. تعیین هویت دستوری کلمات در فرهنگنامه‌های گیلکی سابقه نداشته‌است. در گیله‌گب ضمن توجه به این مسئله، مرز واژه‌ها و تکواژها نیز مشخص شده‌است. البته از این امر در موارد متعددی غفلت شده‌است. شواهد شعری از مختصات دیگر این اثر است. مجموعا به حدود ۴۰۰ بیت شعر گیلکی از شاعرانی چون افراشته، میرزا حسین کسمایی، کریم یمینی، ابراهیم فخرایی، ابراهیم سراج، شرفشاه دولابی، علی ریحانی، میرزا کوچک جنگلی، علی فروحی، اسماعیل پورسعید، و همچنین خود نویسنده، به خط فارسی و آوانوشت لاتینی استشهاد شده‌است. اما به اشعار افراشته، عنایت بیشتری نشان داده شده‌است. همچنین به اشعار تنی چند از شاعران پارسی‌گوی، نظیرِ خاقانی، نظامی، مسعود سعد، مولوی، رودکی، فخرالدین گرگانی، ایرج‌میرزا از طریق برخی مراجع، به مناسبت‌هایی استناد گردیده‌است.
محسوس‌ترین اشکال گیله‌گب، در نگاه نخست، استنادات و شواهد شعری فراوان، به‌ویژه، در شیوه استشهاد است. چنان که می‌دانیم برخی از لغات و ترکیبات، معنی واحد و آشکاری دارند. اما بسیاری دیگر، ضمن معنی اولیه، ممکن است مفاهیم ثانوی متعددی، اعم از اصطلاحی، مجازی و کنایی داشته باشند و حتی در سطح دلالت نخستین نیز، محدود به یک معنی نباشند یا این که به مفاهیم متروک و مهجور دلالت کنند. در موارد اخیر است که استفاده از شواهد، هم به اقتضای حال خواننده، و هم به لحاظ ایضاح، تثبیت، و تأکید مطلب، امری ضروری به نظر می‌رسد. در گیله‌گب، ملاک و نگرش خاصی در نقل شواهد نمی‌یابیم. اغلب واژه‌های چندمعنایی، بدون شاهد آمده‌اند. اما به عکس، برای بسیاری از لغات با مفهوم واحد و مشخص یک و حتی دو شاهد شعری نقل شده‌است. هیچ‌یک از شواهد کتاب معنی نشده‌اند و عملاً از حیز انتفاع خوانندگان غیرگویشور خارج‌اند. به نظر می‌رسد استنادات شعری این اثر، صرفا نوعی ادای دین به سخنوران تلقی شده‌است.